# Universidad de la Tierra de Soria

Comunidades de villa y tierra de la Extremadura castellana

La Universidad de la Tierra de Soria, conocida como Comunidad de Villa y Tierra de Soria hasta el siglo XV y en la actualidad como Mancomunidad de los 150 Pueblos de la Tierra de Soria, es una Comunidad de Villa y Tierra, situada en la provincia de Soria en Castilla y León en España, siendo una de las 42 [cita requerida] Comunidades de la Extremadura castellana más importantes.

## Localización
Geográficamente pertenece a la zona centro-norte de la actual provincia de Soria, al este de la comunidad autónoma de Castilla y León, en España. Se situada por entero en la cuenca del Duero.

## Historia

### Comunidad de Villa y Tierra de Soria
La comunidad de villa y tierra consiste en tierras comunadas que incluían a distintas aldeas alrededor de una villa mayor y que se subdividían, a su vez, en seis sexmas u ocho ochavos. Este modelo de organización se extendió por toda la cuenca del Duero, llegando hasta las tierras de la actual Extremadura. 

La Tierra de Soria tenía grandes zonas de propiedad real cuyo aprovechamiento quedaba abierto a los vecinos. El instrumento jurídico que organizaba la vida comunitaria de las aldeas era el Fuero de Soria, que comenzó a tener vigencia a partir de la segunda mitad del siglo XIII. En julio de 1256, Alfonso X confirmaba así el aprovechamiento comunal de las dehesas y los montes de propiedad real:
"[...] et otro si otorgo, que el conceso de Soria, que haian sus montes é sus defensas libres, é quitas ANSI cuemo sienpre los ovieron é lo que dent saliere, que lo metan en pro de su conceso [...]"
En la Comunidad de Villa y Tierra de Soria, la villa de Soria tenía todas las atribuciones políticas y decidía en los aspectos comunes más importantes, mientras que la Tierra y las aldeas que la formaban estaban en situación de clara dependencia. Ante esta falta de atribuciones y de autonomía política, los vecinos de las aldeas de la Tierra de Soria, crearon su propia estructura institucional en defensa de sus intereses, unas veces en paralelo y otras en oposición a los de la propia ciudad cabecera. La nueva institución campesina pasó a denominarse Universidad de la Tierra de Soria. En el año 1270 formaban la Tierra de Soria 240 aldeas.

### Universidad de la Tierra de Soria
La Universidad de la Tierra era relativamente democrática, con concejos abiertos a nivel local. Sus decisiones y las de los alcaldes reunidos en cuadrillas, eran elevadas a la asamblea de cada sexmo. Un procurador se encargaba de transmitir las decisiones de cada sexmo a la Junta de la Tierra, órgano máximo de la Universidad de la Tierra. Todos los miembros de la Junta de la Tierra, salvo el Fiel de la Tierra, eran elegidos de forma directa y colectiva por los vecinos de las aldeas.
En la segunda mitad del siglo XV, la Universidad de la Tierra de Soria se fue configurando con un número de aldeas que oscilaba entre los 150 y 160, frente a las 240 que formaban parte de la jurisdicción campesina dos siglos antes. Esto fue debido a un proceso de señorialización, mediante el cual, los reyes de Castilla, en los momentos de máxima debilidad de la monarquía, cedieron la jurisdicción de algunas aldeas de la Tierra a miembros de la nobleza castellana. De forma paralela, los más insignes miembros de la pequeña nobleza local, favorecían la despoblación de algunas aldeas, o se aprovechaban de ellas para apropiarse de su jurisdicción.
La Universidad de la Tierra de Soria gobernaba y administraba las aldeas de la Comunidad y, a la vez, coordinaba las relaciones con la ciudad de Soria y con la propia Corona. El entramado político-administrativo se concretaba en los Concejos de aldea, en las Asambleas Sexmeras y en la Junta de la Universidad de la Tierra reunida en su sede situada en la ciudad, la Casa de la Tierra. La Universidad de la Tierra de Soria se dividía en cinco sexmos: Frentes, Tera, San Juan, Arciel y Lubia.

#### Edad Moderna
Las necesidades económicas llevaron a la corona a vender parte de las propiedades de la Tierra de Soria durante los siglos XVI y XVII, siempre con la oposición local. En 1739, la Universidad de la Tierra y el Ayuntamiento de Soria adquirieron la titularidad de las tierras por un precio simbólico de 130,000 reales.

#### Nuevo Régimen
A comienzos del siglo XIX, la nuevo estructura político-administrativa del Régimen liberal sustituye al Antiguo Régimen absolutista. Una vez estructurado el territorio en las nuevas provincias, diputaciones y ayuntamientos constitucionales, era incompatible la existencia de las comunidades de villa y tierra y, actuando en consecuencia, la Real Orden de mayo de 1837 las suprime en su totalidad. La administración de los bienes de la Tierra recayó en la Diputación Provincial de Soria y la gestión directa de los mismos fue responsabilidad del Ayuntamiento de la ciudad, siendo la riqueza comunitaria distribuida a partes iguales entre ambas instituciones, copropietarias de la antigua comunidad de villa y tierra.
Durante este proceso, el patrimonio común de la antigua Universidad de la Tierra se redujo a una cuarta parte de la superficie original. Los ayuntamientos se apropiaron de gran parte de los territorios comunes, mientras que otras fueron usurpadas ilegalmente por propietarios locales. La desamortización de Madoz (1855) supuso la venta de otra fracción a particulares.

### Mancomunidad de los 150 Pueblos de la Tierra de Soria
En el año 1844 el pleno de la Diputación de Soria propuso que no fuera la propia institución provincial, sino las aldeas de la Tierra las que administrasen y gestionasen sus bienes patrimoniales y así, en 1898, es como se crea la Mancomunidad de los 150 Pueblos de la Tierra de Soria como institución heredera de la antigua Comunidad de Villa y Tierra de Soria y de la más reciente Universidad de la Tierra de Soria.
El Título Preliminar de los Estatutos dice que la Mancomunidad tiene como objetivo prioritario "la administración, conservación y rescate de su patrimonio contra los ataques a su integridad y la obtención del mayor rendimiento económico del mismo, según los principios de máxima utilidad general y la colaboración de la satisfacción a las necesidades de los pueblos, mediante los repartos de excedentes de los rendimientos de los bienes".
La Mancomunidad de los 150 Pueblos de la Tierra de Soria es propietaria de importantes bienes y derechos, por partes iguales con el Ayuntamiento de la Capital en la Provincia de Soria. Además, la Entidad es propietaria exclusivamente de la Casa de la Tierra, situada en la ciudad de Soria, y otros derechos inventariados.

## Aldeas de la Tierra de Soria

#### Sexmo de Frentes
| - Ahedo de Santa Inés (despoblado). - Aldealpozo. - Berrún (despoblado). - Berruezo (despoblado). - Cabrejuelas del Hoyo (despoblado). - Cagijares (despoblado). - Camparañón. - Canredondo. - Carbonera. - Castellanos del Campo (despoblado). - Cidones - Covaleda | - Las Cuevas. - Dombellas y Santervás. - Duruelo. - Las Fraguas. - Fuentetecha. - Fuentetoba. - Golmayo. - Herreros. - Hinojosa del Campo. - Langosto. - Malluembre (despoblado). - Molinos de Duero y Salduero | - La Muedra (bajo las aguas del pantano). - Nieva y Calderuela. - Nuestra Señora del Castillo (despoblado). - Oteruelos. - Ocenilla. - Pedrajas. - La Pica (despoblado). - Pinilla del Campo - Roñanuela (despoblado). - El Royo y Derroñadas. - La Sierra del Madero (despoblado). | - San Bartolomé (granja). - San Hilario (despoblado). - Tajahuerce. - Tardesillas. - Toledillo. - Villabuena. - Villaciervos. - Villaverde. - Villar del Campo. - Vilviestre de los Nabos |  |

#### Sexmo de Tera
| - Adovezo (despoblado). - Ahedo de Abieco (despoblado). - Ahedo de Razón (despoblado). - Almarza. - Aldehuela del Rincón. - Arévalo. - Arguijo. - Arquillo (despoblado). - Azapiedra (despoblado). - Barrio de Los Santos (despoblado). - Barriomartín - Castellanos de la Sierra (despoblado). | - Cebollera (despoblado). - Chavaler. - Camparacóces (despoblado). - Cubo de la Sierra. - Espejo. - Estepa. - Fuensaúco. - Fuentecantos. - Gallinero. - Garray. - Guardatillo (despoblado). - El Henar (despoblado). | - La Losa (despoblado). - Molinos de Razón. - Masegoso (despoblado). - Matute. - Los Palancares (despoblado). - Posada Rey (despoblado). - La Póveda. - Portelárbol - Portelrubio. - Pozalmuro. - Rebollar. | - Rollamienta. - San Andrés. - San Vicente (despoblado). - Segoviela. - Sepúlveda. - Sotillo. - Tera. - Torrearévalo. - Valdeavellano. - Ventosa de la Sierra - Villar del Ala |  |

#### Sexmo de San Juan
| - Aldealseñor. - Aldealices. - Aldehuela de Periáñez. - Ayllón (despoblado). - Almajano. - Arancón. - Ausejo. - Buitrago. | - Canos. - Castilfrío. - Cortos. - Cuéllar de la Sierra. - Escarbajosa (despoblado). - Estepa. - Fuentelfresno. | - Fuentelsaz. - Garrejo (granja). - Narros. - Pedraza. - Pinilla de Caradueña. - Renieblas. - La Rubia. | - Torretartajo. - San Gregorio (granja). - Santo Cristo de los Olmedillos (granja). - Velilla. - Ventosilla. - Los Villares. - Ximena Sanz (despoblado). |  |

#### Sexmo de Arciel
| - Avión. - Aleza (despoblado). - Buberos. - Candilichera. - Cardejón. - Castejón. | - Carazuelo. - Duáñez. - Jaray. - Ledesma. - Mazalvete. - Ojuel. | - Omeñaca. - Ontalvilla. - Peroniel. - Portillo. - Reznos. - Sauquillo de Alcázar. | - Torralba. - Torrubia. - Tozalmoro. - Villaseca. - Zárabes. |  |

#### Sexmo de Lubia
| - Alconaba. - Aldealafuente. - Aliud. - Almarail. - Alparrache. - Aldehuela del Rubio (despoblado). - Arangel (despoblado). - Bliecos. - Blasconuño (granja). - Boñices. - Cabrejas del Campo - Cascajosa. - Castil de Tierra. | - Cubo de Hogueras. - Cubo de la Solana. - Esteras. - Ituero. - Izana. - Laguna del Carro (despoblado). - Lubia. - Los Llamosos. - Martialay. - Matamala(granja). - Matas de Lubia (despoblado). - Miranda. - Navalcaballo. | - Nomparedes. - Hontalbilla (granja). - Paredesroyas. - Quintana Redonda. - Rabanera del Campo. - Los Rábanos. - Ribacho (despoblado). - Revedado (despoblado). - Ribaroya - Rituerto (granja). - Sauquillo de Boñices. - La Sequilla (despoblado). - La Salma (granja). | - Sinova (granja). - Tapiela. - Tardajos. - Tardelcuende. - Tejadillo y La Mata (granja). - La Torre de Navalcaballo (despoblado). - Trigocernido (despoblado). - Valdegeña. - Villanueva. - Villarejo (granja) - Valdelapuerta (despoblado). - Valverde (despoblado) - Zamajón. |  |